# Jan Hořejší
Jan Hořejší (25. července 1885, Vídeň – 24. února 1957, Praha) byl český průkopník skautingu, učitel, spisovatel a překladatel.

## Životopis
Byl synem mechanika Aloise Hořejšího a švadleny Marie Strankmüllerové. Po brzké smrti otce na TBC (1887) žil s matkou v Klabavě u Rokycan. Nadaný Jan vystudoval nejprve reálné gymnázium v Rokycanech, kde byl jeho profesorem Bořivoj Müller. V letech 1906 až 1912 vystudoval Filozofickou fakultu Univerzity Karlo-Ferdinandově a získal doktorát. Studia v Praze mu umožnila seznámení s dalšími osobnostmi, které měly vliv na jeho další život. Kromě profesorů to byl především spolužák Miloš Seifert.
Po dokončení studií učil krátce na gymnáziu v Rokycanech, v letech 1913–1914 v Praze na Dívčím učitelském ústavu a od září 1914 v Učitelském ústavu v Příbrami. Již během studií se seznámil s myšlenkou skautingu, a proto létě 1913 tábořil nedaleko Tymákova u Rokycan. Jeho oddíl si začal říkat Psohlavci a jednotlivé družiny měly vlajky s černou, červenou a zelenou psí hlavou.
Oženil se s Marii Hamerskou a měli spolu tři děti, Marii, Jana a Dagmar. Po zbytek života byl činný v praktické i teoretické lidové výchově, kromě pedagogiky se věnoval spisovatelské a překladatelské práci. Vědecky byl činný v biologii, filozofii, v pedagogice, v lidové výchově a v reformě školství. Od roku 1937 řídil časopis Osvětová služba.

## Činnost ve skautingu
Základ jeho oddílu tvořil sokolský dorost. Rozepře s vedením tehdejšího Odboru Junáků – Českých skautů, vedly k tomu, že založí vlastní odbory skautů Psohlavců pod humanitárním spolkem Záchrana. Spolu s ním do Psohlavců vstoupily oddíly Bořivoje Müllera a učitele Emila Pelunky. Počátkem dubna 1914 začal vydávat časopis Psohlavec, který vycházel do roku 1922 (s pauzami ve vydávání 1915–1917, 1919, 1921). Roku 1915 založily spřátelené junácké skupiny „Obec Psohlavců“. Členy nově vzniklé organizace byly oddíly z Prahy (Roubal, Müller), Berouna (Seifert, Maixner), Loun, Plzně (Krs, Koranda) a Příbrami (Hořejší). Po převratu roku 1918 se k Obci Psohlavců začali hlásit další členové z jiných měst (Jindřichův Hradec, Hradec Králové, Uhříněves, Tábor, Tmáň, Tanvald, Mělník ad). Seifert i Hořejší byli tak jako řada dalších učitelů vysláni na Slovensko, aby alespoň částečně zmírnili akutní nedostatek učitelů. Na slovenských vyšších školách se do vzniku Československa vyučovalo výhradně maďarsky, což bylo po převratu 1918 úředně zakázáno. V červnu 1919 byl proveden první neúspěšný pokus o začlenění Psohlavců do Svojsíkova „Svazu Skautů“. Woodcraftersky orientované jádro (především na Seifertův popud) se během léta opět osamostatnilo.
Vznik oddílu na Slovensku vedl k tomu, že Obec Psohlavců na svém listopadovém sjezdu v Berouně přijala rozšíření názvu na Československá obec junácká Psohlavci – Horní chlapci. Hořejší v té době přešel s polovinou organizace definitivně do Svazu skautů, zatímco Seifert zůstal věrný woodcraftu a založil na jaře 1922 Zálesáckou ligu. Představa Hořejšího, že bude jeho skupina Psohlavců hrát ve Svazu důležitou úlohu se ukázala jako lichá, poměrně brzy splynula se Svojsíkovými Junáky v jeden celek a původní idea se tak zachovala pouze u Seifertových woodcrafterů.

## Dílo
- Symbiotická řasa siná v kořenech u Cycas revoluta (1910)
- Oběh vody v těle rostlinném (1911)
- Tělo lidské, jeho stavba, život a výchova (1912)
- O školách v přírodě a návrh na čsl. Abbotsholm (1918)
- Několik zkušeností z didaktických a pedagogických pokusů (1930)
- Lidová výchova a její regionální studium (1931)
- Jak studovat : Racionalisace sebevzdělání studenta, samouka, inteligenta (1932, upr. 1935)
- Hasičstvo a tisk (1933)
- Naléhavé úkoly a pracovní program v lidové výchově (1933)
- Typy lidí a typy škol (1934)
- Kulturní politika československá (1935)
- Patero proslovů o ostřízlivění (1940)
- Jak se vyznati v lidech (1944)
- Umění nestárnout (1945)
- T.G. Masaryk osvoboditel (1947)
- Kulturní politika a ostřízlivění (1948)
- Osvětová péče (1951)